# Rajd Polski 1987
Rajd Polski 1987 (44. Rajd Polski) – 44. edycja rajdu samochodowego Rajd Polski rozgrywanego w Polsce. Rozgrywany był od 3 do 5 lipca 1987 roku. Bazą rajdu był Wrocław. Rajd był dwudziestą czwartą rundą Rajdowych Mistrzostw Europy w roku 1987 o współczynniku 2 oraz piątą i szóstą (grupa B) rundą Rajdowego Pucharu Pokoju i Przyjaźni w roku 1987.

## Wyniki końcowe rajdu
| Miejsce                              | Kierowca                     | Pilot                        | Samochód                     | Czas                         | Strata                       |                              |
| Klasyfikacja generalna i ERC         | Klasyfikacja generalna i ERC | Klasyfikacja generalna i ERC | Klasyfikacja generalna i ERC | Klasyfikacja generalna i ERC | Klasyfikacja generalna i ERC | Klasyfikacja generalna i ERC |
| ------------------------------------ | ---------------------------- | ---------------------------- | ---------------------------- | ---------------------------- | ---------------------------- | ---------------------------- |
| 1                                    | Attila Ferjáncz              | János Tandari                | Audi Coupé Quattro           | 3:17:25                      | -                            |                              |
| 2                                    | Andrzej Koper                | Krzysztof Gęborys            | Renault 11 Turbo             | 3:19:41                      | +2:16                        |                              |
| 3                                    | Stoyan Kolev                 | Boyko Ignatov                | Audi Coupé Quattro           | 3:21:52                      | +4:27                        |                              |
| 4                                    | Mauro Pregliasco             | Alessandro Cavalleri         | Lancia Delta HF 4WD          | 3:23:51                      | +6:26                        |                              |
| 5                                    | Romana Zrnec                 | Pavle Nartnik                | Renault 11 Turbo             | 3:28:32                      | +11:07                       |                              |
| 6                                    | Hans Kolby Hansen            | Andrzej Martynkin            | Lancia Delta HF 4WD          | 3:29:35                      | +12:10                       |                              |
| 7                                    | Lesław Orski                 | Lech Wójcik                  | Volkswagen Golf II GTI       | 3:35:33                      | +18:08                       |                              |
| 8                                    | Paweł Przybylski             | Maciej Wisławski             | FSO Polonez 1600             | 3:37:51                      | +20:26                       |                              |
| 9                                    | Pentti Huisman               | Seppo Salminen               | Toyota Starlet               | 3:38:28                      | +21:03                       |                              |
| 10                                   | Klaus-Dieter Krügel          | Roland Fink                  | Wartburg 353 W               | 3:39:49                      | +22:24                       |                              |
| Klasyfikacja CoPaF runda 5           |                              |                              |                              |                              |                              |                              |
| 1                                    | Andrzej Koper                | Krzysztof Gęborys            | Renault 11 Turbo             | 3:19:41                      | -                            |                              |
| 2                                    | Stoyan Kolev                 | Boyko Ignatov                | Audi Coupé Quattro           | 3:21:52                      | +2:11                        |                              |
| 3                                    | Romana Zrnec                 | Pavle Nartnik                | Renault 11 Turbo             | 3:28:32                      | +8:51                        |                              |
| 4                                    | Lesław Orski                 | Lech Wójcik                  | Volkswagen Golf II GTI       | 3:35:33                      | +15:52                       |                              |
| 5                                    | Paweł Przybylski             | Maciej Wisławski             | FSO Polonez 1600             | 3:37:51                      | +18:10                       |                              |
| 6                                    | Klaus-Dieter Krügel          | Roland Fink                  | Wartburg 353 W               | 3:39:49                      | +20:08                       |                              |
| Klasyfikacja CoPaF runda 6 (grupa B) |                              |                              |                              |                              |                              |                              |
| 1                                    | Eugenijus Tumalevičius       | Pranas Videika               | Lada VAZ 2105 VFTS           | 2:48:39                      | 0                            |                              |
| 2                                    | Joel Tammeka                 | Ants Kulgevee                | Lada VAZ 2105 VFTS           | 2:51:43                      | +3:04                        |                              |
| 3                                    | Romualdas Beresnevičius      | Arūnas Šalkauskas            | Lada VAZ 2105 VFTS           | 2:52:26                      | +3:47                        |                              |
| 4                                    | Pavel Sibera                 | Petr Gross                   | Škoda 130 LR                 | 2:55:42                      | +7:03                        |                              |
| 5                                    | Ilmar Raissar                | Rein Talvar                  | Lada VAZ 2105 VFTS           | 2:57:47                      | +9:08                        |                              |